# (926) Имхильда
(926) Имхильда (лат. Imhilde) — астероид главного пояса, принадлежащий к спектральному классу C и являющийся основным телом одноимённого небольшого семейства астероидов. Астероид был открыт 15 февраля 1920 года немецким астрономом Карлом Рейнмутом в обсерватории Хайдельберг-Кёнигштуль, Германия. Астероид был назван женским именем, взятым из немецкого ежегодного календаря Lahrer hinkender Bote, и никак не связанным с современниками Рейнмута. Давать имена астероидам без привязки к конкретному человеку было обычной практикой астронома.

## Орбита и классификация
Орбита астероида лежит во внешней части главного пояса астероидов, имеет большую полуось 2,9808 а. е., эксцентриситет 0,1826 и наклон относительно эклиптики 16°.
С помощью метода иерархической кластеризации установлено, что астероид является основным телом семейства Имхильды, состоящего из нескольких десятков тел.

## Физические характеристики
По классификации SDSS Имхильда представляет собой углеродистый астероид типа C.
На основании кривых блеска определён период вращения астероида, равный 26,8 ч., и изменение блеска, равное 0,27 звёздной величины.
Согласно данным наблюдения инфракрасных спутников IRAS, Akari и WISE астероид имеет диаметр между 46,369 и 49,87 км, а альбедо поверхности между 0,052 и 0,057.